# Ninlote
 Ninlote (Nimlot) foi um príncipe do Egito, filho de Sisaque I da XXII dinastia egípcia, e da sua esposa Méhétenweskhèt do Egito, que tinha sido precursor de uma linha de governadores locais, mas mais tarde, o rei da XXIII dinastia egípcia, Osocor III, levaria o seu controle até aquele ponto estratégico ao instalar em Heracleópolis, como governador, o seu filho Taquelote III, pondo fim a esta linha de governadores.